# جو لالی
جو لالی (انگلیسی: Joe Lolley؛ زادهٔ ۲۵ اوت ۱۹۹۲) بازیکن فوتبال اهل بریتانیا است که برای باشگاه ناتینگهام فارست بازی می‌کند.
از باشگاه‌هایی که در آن بازی کرده‌است می‌توان به تیم سی فوتبال ملی انگلیس، باشگاه فوتبال هادرزفیلد تاون، باشگاه فوتبال اسکانتورپ یونایتد و باشگاه فوتبال کیدرمینستر هاریرس اشاره کرد.
وی همچنین در تیم‌های ملی فوتبال تیم سی فوتبال ملی انگلیس بازی کرده‌است.

## دوران ملی
به عنوان یک فوتبالیست بین‌المللی انگلیس و بریتانیا، لالی نماینده کشورش در سطح دانشگاهی و نیمه حرفه ای بوده‌است. در تابستان ۲۰۱۳ او توسط تیم دانشگاه بریتانیا برای بازی در بازی‌های جهانی دانشجویان در روسیه انتخاب شد و در نهایت با کسب مدال نقره به پایان رسید.
او سپس اولین بازی خود را برای تیم انگلستان سی در یک بازی دوستانه با تیم ملی فوتبال زیر ۲۱ سال جمهوری چک در نوامبر ۲۰۱۳ در زمان حضورش در کیدرمینستر انجام داد.

## زندگی شخصی
لالی در دانشگاه مرکزی لانکاشر در رشته مربیگری ورزشی تحصیل کرده‌است.
لالی همچنین علاقه شدیدی به سیاست دارد و اغلب از حساب توییتر حذف شده خود برای بحث در مورد امور جاری استفاده می‌کرد. او از افزایش نرخ مالیات بر درآمد برای افراد پردرآمد حمایت کرده‌است.